# John Backus
John Warner Backus (Filadelfia, 3 dicembre 1924 – Ashland, 17 marzo 2007) è stato un informatico e matematico statunitense.

## Biografia
Appassionato di matematica Backus si iscrive alla Columbia University a New York ottenendo nel 1949 un B. S. (Bachelor of science) e nel 1950 un M. A. (Master of Arts). Durante lo stesso anno inizia a far parte del team di produzione di computer della International Business Machines Corporation. (fonte)
Per ovviare alla difficoltà di programmazione del calcolatori dell'epoca, nel 1954 Backus iniziò la direzione di un progetto di ricerca della IBM per il progetto e la realizzazione di un linguaggio di programmazione più vicino alla comune notazione matematica. Il progetto sarebbe risultato nel linguaggio Fortran [NB: negli anni '50 e '60 il linguaggio aveva il nome ufficiale di FORTRAN; il nome Fortran è della fine degli anni '70], il primo linguaggio di programmazione ad alto livello ad avere grande impatto, anche commerciale, sulla nascente comunità informatica.
Dopo la realizzazione di Fortran, Backus fu un membro molto attivo del comitato internazionale che presiedette al progetto del linguaggio ALGOL.  In tale contesto propose una notazione per la rappresentazione delle grammatiche utilizzate nella definizione di un linguaggio di programmazione (le cosiddette grammatiche libere dal contesto). Tale notazione è nota come BNF, o Forma di Naur e Backus (Backus-Naur Form) ed unisce al nome di Backus quello di Peter Naur, un informatico europeo del comitato ALGOL che contribuì alla sua definizione.
Nel corso degli anni settanta, Backus si interessò soprattutto alla programmazione funzionale, progettando il linguaggio di programmazione FP, descritto nella lezione che tenne per il conferimento del premio Turing, "Can Programming be Liberated from the von Neumann Style?". Si tratta di un linguaggio di interesse soprattutto accademico, che però stimolò una notevole quantità di ricerca. Il progetto FP, poi evolutosi in FL, si estinse quando Backus andò in pensione da IBM, nel 1991.
Backus viene a mancare il 17 marzo 2007 nella sua casa ad Ashland, nell'Oregon, probabilmente a causa dell'età avanzata.

## Premi e riconoscimenti
Vinse il Premio Turing nel 1977 con la seguente motivazione: